# القرارة (الدوادمي)
القرارة، هي قرية من فئة (أ) تقع في محافظة الدوادمي، والتابعة لمنطقة الرياض في السعودية. وتبعد القرارة عن محافظة الدوادمي بمسافة تقارب (200) كم.